# Kisstadion
A budapesti Kisstadion elsősorban jeges sportok helyszínéül készült, idénye gyakorlatilag októbertől márciusig tart. A sportlétesítményben rendszeresen rendeznek jégkorong mérkőzéseket, és korábban műkorcsolya- és rövidpályás gyorskorcsolyaversenyeket.

## Címe
Budapest, XIV. kerület, Istvánmezei út 3–5.

### Megközelítése
- M2 metróval „Puskás Ferenc Stadion” megálló
- 1-es villamossal „Puskás Ferenc Stadion M” megálló
- 7-es busszal „Cházár András utca” megálló
- 75-ös trolibusz „Thököly út” megálló

## Története
A Kisstadion építéséhez 1959 augusztusában kezdtek hozzá, teljes befejezésére 1961-ben került sor, költsége huszonkétmillió forint volt.
A stadion melletti épületet, melyben az irodai helyiségek is találhatók, csak jóval később építették meg. Itt volt található a jégkorong-, a bandy- valamint a gyeplabdaszövetség székhelye is.
A stadion - 1988-ban felújított világítása révén - alkalmas tévéközvetítésre. Hét rádió-és tévétudósítói fülke van a Kisstadionban. Emellett két kabin áll az újságírók rendelkezésére.
A stadion melletti épületben vannak az öltözők, két szinten négy-négy, közös zuhanyzóval, szintenként harminc-harminc játékosnak biztosítva kényelmes öltözködési lehetőséget.

A hosszú évek során az épület már otthont adott műkorcsolya-, súlyemelő-, valamint kosárlabda Európa bajnokságoknak is. Fontos megemlíteni, hogy évtizedeken keresztül szolgált a hazai jégkorong élet központjául.
A sportrendezvényeken kívül, olyan előadóknak is élvezhette a koncertjét a nagyközönség, mint például Sting, The Cure, John McLaughlin, Helloween, Saxon, Kiss, Santana, Ten Years After, Bob Dylan, Roger Waters, Red Hot Chili Peppers, Bonnie Tyler, Black Sabbath, Joan Baez, Emerson, Lake & Palmer, Joe Cocker, Deep Purple az Iron Maiden, Uriah Heep, Tina Turner, The Spencer Davis Group, Traffic, Free,Taurus, Kraftwerk, Suzi Quatro, Sandra, vagy Ákos. Az Omega turnéinak csúcspontját 1969-től a 80-as évek elejéig a Kisstadion-koncertek jelentették, 1987-ben is itt ünnepelték alapításuk 25 éves jubileumát.

## A megnyitó
A megnyitására 1961-ben került sor egy Magyarország–Románia válogatott jégkorongmérkőzés keretén belül. A mérkőzés 5-2 arányú vendégsikerrel ért véget.

## Technikai adatok
A Kisstadionban a küzdőtér, vagyis a hokipalánkon belüli rész 1800 négyzetméteres, azaz a labdarúgás kivételével gyakorlatilag bármilyen sportág mérkőzésének a rendezésére alkalmas. Így sor került itt már kosárlabda tornára, tenisz Davis-kupa mérkőzésre.
A koncertekre összesen 16 800-an férnek be úgy, hogy a küzdőtéren négyezren lehetnek. Ha sporteseményt rendeznek, akkor értelemszerűen a küzdőtérre nem mehetnek nézők, így 14 ezren láthatják az eseményeket.

## Jövője
A stadion legnagyobb hiányossága, hogy nincs befedve. Az elmúlt 30 évben több megoldás is felmerült ezzel a problémával kapcsolatban. A hetvenes években csehszlovák partnerek felajánlották, hogy ötmillió forint értékű Duna kavicsért cserébe befedik a Kisstadiont, ám az akkori vezetőség elvetette az ötletet. Évekkel később egy cég vállalta, hogy Spandon-rendszerű borítással látja el a stadiont, de az ehhez szükséges mintegy negyvenötmillió forintot a Magyar Jégkorong Szövetségnek nem sikerült előteremtenie. A befedést az bonyolítja, hogy mivel a stadion tervezési hibából túl szélesre sikeredett, az ilyen épületeknél szokásos ötvenöt-hatvan helyett kilencven méter széles, s emiatt a legkézenfekvőbb megoldás a stadion teljes újjáépítése.
Ideiglenes megoldásként 2013 novemberére a MAC Budapest Jégkorong Akadémia a 2013–2014-es TAO-s beruházási keretből mobil jégpályát és hőszigetelő szendvicsszerkezetű sátrat telepített a Kisstadionba. A sátor a jégpályát és a lelátó első néhány sorát foglalja magába. A merev szerkezetű hőszigetelő sátor lehetővé teszi a jégpálya működtetését a szeptembertől júniusig tartó időszakban akár +30 °C külső hőmérsékletig is.